# 대전광역시인재개발원
대전광역시 인재개발원(大田廣域市 人材開發院)은 대전광역시 소속의 지방공무원 교육훈련을 수행하기 위해 대전광역시청 산하에 설치된 직속기관이다.
인재개발원장은 지방부이사관으로 보한다.

## 연혁
- 1989년 1월 1일: 대전직할시 지방공무원교육원 설치
- 1995년 1월 1일: 대전광역시 지방공무원교육원으로 변경
- 2009년 1월 2일: 대전광역시 인재개발원으로 변경

## 조직
원장
- 교육지원과
- 교학과